# Гиперпротеинемия
Гиперпротеинемия (hyperproteinaemia) — повышенная концентрация белков в крови. 
Наблюдается, например, при миеломной болезни, макроглобулинемии, криоглобулинемии, гиперглобулинемической пурпуре.
Белковая интоксикация — накопление в организме токсинов, которые образуются вследствие распада белков. Наблюдается при нарушениях функций почек (эндогенная интоксикация), когда белок не выводится из организма или при повышенном содержании белка в пищевом рационе.